# Йоан III Солунски
Йоан (на гръцки: Ἰωάννης Γ΄, Йоанис) е източноримски духовник, солунски митрополит и светец от VII век.

## Биография
Йоан Солунски е участник в Шестия вселенски събор в 680 - 681 година. Името на Йоан е на осмо място, след тези на патриарсите или представителите им - тримата представители на римския папа Агатон, патриарх Георгий I Константинополски и представителите на александрийския, антиохийския и йерусалимския патриарх:
| „ | Ιωάννης ἐλέῳ Θεοῦ ἐπίσκοπος Θεσσαλονίκης καὶ βικάριος τοῦ ἀποστολικοῦ θρόνου τῆς Ρώμης καὶ ληγατάριος ὁμοίως ὑπέγραψα (Йоан в Бога епископ солунски и викарий на римския апостолически трон и легат по същия начин подписа). | “ |

Заради участието му в събора е провъзгласен за отец на църквата и светец. Паметта му се тачи на 14 септември заедно с тази на другите отци от Събора.
Една омилия на Светия кръст от Патмоския кодекс 380 вероятно принадлежи на митрополит Йоан Солунски.
Погрешно е идентифициран с Йоан, авторът на едната от книгите на „Чудесата на Свети Димитър“.